# Bercsényi 28-30
A Bercsényi 28-30 magyari építészeti periodika, amely az 1960-as évektől az 1980-as évek végéig jelent meg, az alternatív és kortárs építészet és művészet jelentős fórumaként.

## Története
A Budapesti Műszaki Egyetem építészmérnöki karának új kollégiumát, a Bercsényi Építész Kollégiumot 1956-ban adták át a XI. Bercsényi utca 28-30. alatt. Az itt lakó hallgatók szerkesztésében 1963-ban jelent meg először a kollégiumi lap, nevében az intézmény címére utalva. A megjelenést eredetileg kéthetente tervezték, de hamarosan megritkult: az 1970-es évek elejéig évente öt-hét szám, ezt követően évi egy-két szám jelent meg. Az utolsó, 1983-87-es szám 1988-ban látott napvilágot. Ezt legközelebb 2010-ben követte önálló kiadvány az eredeti néven.
A Bercsényi 28-30 tematikája alapvetően kétfelé oszlott: kollégiumi hírmondóként és szakmai orgánumként működött. Nagyjából 1975-től a kollégiumban rendezett kortárs művészeti kiállítások bemutatását is felvállalta. 1964-1970 között jelent meg irodalmi melléklete, a Ceruzával. A hetvenes évek közepétől szakmai mellékleteket is megjelentetett, többek között James Stirling, az Archigram, Robert Venturi, Leon Robert Krier, Makovecz Imre, Kós Károly munkásságát mutatva be. A szerkesztőségnek önálló kiadásra nem volt jogosítványa, ezzel együtt több könyv formátumú kiadványt is megjelentettek.
A lap közreműködői között találjuk Bachman Gábor, Bachman Zoltán, Beke László, Blazsek Gyöngyvér, Cságoly Ferenc, Ekler Dezső, Ertsey Attila, Golda János, Hartvig Lajos, Jankovics Tibor, Kistelegdi István, Nagy Tamás, Pazár Béla, Pusztai László, Salamin Ferenc, Szegő György neveit.